# Cylindrotheristus paraelaboratus
Cylindrotheristus paraelaboratus är en rundmaskart som beskrevs av Christian Wieser. Cylindrotheristus paraelaboratus ingår i släktet Cylindrotheristus och familjen Monhysteridae. Inga underarter finns listade i Catalogue of Life.